# Adolf Frank von Fürstenwerth
Adolf Freiherr Frank von Fürstenwerth (* 16. April 1833 in Hechingen; † 6. Dezember 1893 in Sigmaringen) war ein deutscher Verwaltungsjurist.

## Leben
Baron Frank entstammte einer 1806 von Fürst Hermann von Hohenzollern-Hechingen in den Freiherrnstand erhobenen Beamtenfamilie. Bis zu einer Rüge des kgl. preußischen Heroldsamts 1902 nannte sie sich von Frank (Freiherr von Frank, Baron Frank).
Adolf von Frank studierte ab 1852 an der Eberhard-Karls-Universität Tübingen und der Friedrichs-Universität Halle Rechtswissenschaft. Er wurde Mitglied des Corps Suevia Tübingen (1852) und des Corps Marchia Halle (1854). Nach dem Studium diente er als Einjährig-Freiwilliger in der  Württembergischen Armee. 1856 begann er seine Beamtenlaufbahn als Auskultator. Nach der Zweiten Staatsprüfung trat er 1862 in den Verwaltungsdienst der Krone Preußen. 1862/63 war er Regierungsassessor bei der Regierung in Frankfurt (Oder), danach bei der Preußischen Bundestagsgesandtschaft in Frankfurt am Main. Nach Verwendungen bei den Bezirksregierungen in Bromberg und Stettin kehrte er im Mai 1868 als Oberamtmann in das Oberamt Hechingen zurück. Damit trat er in die Nachfolge seines älteren Bruders Wilhelm. Frank vertrat von 1869 bis 1870 den Wahlkreis Hohenzollern im Preußischen Abgeordnetenhaus. Von 1874 bis 1879 war er Abgeordneter im Kommunallandtag der Hohenzollernschen Lande. Anfang 1877 kam er als Regierungsrat zur Regierung in Breslau. Ein Jahr später zum Präsidialrat beim Oberpräsidium der preußischen Provinz Schleswig-Holstein in Kiel ernannt, wechselte er im Januar 1881 als Oberregierungsrat und Dirigent der Abteilung des Innern zur Regierung in Schleswig. Mit den Befugnissen eines Oberpräsidenten wurde er am 22. April 1887 zum Regierungspräsidenten der Hohenzollernschen Lande ernannt. 1893 unterlag er als konservativer Reichstagskandidat im Wahlkreis Hohenzollern dem Kandidaten der Zentrumspartei. Mit 60 Jahren starb er im Amt.
Sein Bruder Wilhelm Frank von Fürstenwerth († 1909) war Richter am Preußischen Oberverwaltungsgericht.

## Regimenter
- 1860–1862: Infanterie-Regiment „von Horn“ (3. Rheinisches) Nr. 29
- 1863–1866: 1. Brandenburgisches Landwehr-Regiment Nr. 8
- 1866 und 1867: 1. Pommersches Landwehr-Regiment Nr. 2
- 1868–1872: 3. Rheinisches Landwehr-Regiment Nr. 29[4]

## Orden
- Roter Adlerorden IV. Klasse mit Schwertern, für die Erstürmung der Düppeler Schanzen als Seconde-Lieutenant
- Roter Adlerorden III. Kl. mit der Schleife und Schwertern am Ringe[5]
- Roter Adlerorden II. Kl. mit Eichenlaub und Schwertern am Ringe[6]
- Orden der Württembergischen Krone, Ritterkreuz[7]
- Christusorden (Portugal), Kommandeurskreuz mit Stern[8]
- Orden der Krone von Rumänien, Großoffizierskreuz[9]
- Landwehrdienstauszeichnung 2. Kl.